# Járovsk
Járovsk (ruso: Ха́ровск) es una ciudad rusa, capital del ókrug municipal homónimo en la óblast de Vólogda.
En 2023, la ciudad tenía una población de 8361 habitantes. Se ubica unos 80 km al norte de Vólogda, sobre la línea de ferrocarril que lleva a Arcángel. Al norte del casco urbano fluye el río Kúbena.

## Historia
Fue fundado en 1898 como poblado ferroviario, para construir un puente ferroviario sobre el río Kúbena. La estación que se abrió junto al puente se llamaba provisionalmente "Kúbino" (Кубино) en referencia a dicho río, hasta que en 1904 pasó a llamarse "Leshchovo" (Лещёво) en referencia a un cercano pueblo homónimo, actualmente despoblado. El poblado se desarrolló de forma estable a partir de 1903, cuando se abrió aquí una fábrica de vidrio; este asentamiento industrial pasó a conocerse como el posiólok "Járovski", y a partir de 1914 la estación pasó a llamarse "Járovskaya".
Por su ubicación estratégica, la Unión Soviética estableció aquí muy diversas industrias en las décadas de 1920 y 1930, lo que hizo que la localidad pasase de quinientos a casi ocho mil habitantes en esos años. Adoptó el estatus de capital distrital en 1929, cuando se definieron los raiones del krai del Norte. La localidad fue elevada a asentamiento de tipo urbano en 1932 y a ciudad en 1954. En el momento de la disolución de la Unión Soviética llegó a tener más de trece mil habitantes, pero posteriormente ha perdido población por el cierre de industrias.